# Chorągiew piesza prywatna Stanisława Radziejowskiego
Chorągiew piesza prywatna Stanisława Radziejowskiego – prywatna chorągiew piesza koronna I połowy XVII wieku, okresu wojen ze Szwedami i Rosją. Była to chorągiew autoramentu polskiego.
Szefem tej chorągwi był wojewoda rawski Stanisław Radziejowski. Chorągiew wzięła udział w wojnie polsko-szwedzkiej 1626–1629.